# Chuck Loeb
Charles Samuel "Chuck" Loeb (Nyack, 7 dicembre 1955 – Boston, 31 luglio 2017) è stato un chitarrista statunitense.

## Biografia
Studiò con insegnanti della cittadina natale per poi trasferirsi a Philadelphia, dove divenne allievo del chitarrista jazz Dennis Sandole. Si spostò successivamente a New York, dove studiò con Jim Hall. Per due anni frequentò il Berklee College of Music di Boston.
Nel 1979 fu membro del gruppo di accompagnamento di Stan Getz. Negli anni '80 entrò a far parte della formazione degli Steps Ahead.
Nel 1989 esordì da solista con l'album My Shining Hour, pubblicato per l'etichetta discografica giapponese Pony Canyon. La successiva produzione è stata gestita dalla DMP negli anni '90 e poi per lungo tempo dalla Shanachie Records.
Nel 1994 divenne membro gruppo fusion jazz i Metro.
Nel 2010 sostituì Larry Carlton come chitarrista del gruppo Fourplay.
E' venuto a mancare a causa di una malattia incurabile all'età di 61 anni, il 31 Luglio 2017.

## Discografia

### Solista
- 1989 - My Shining Hour
- 1990 - Magic Fingers
- 1990 - Life Colors
- 1991 - Balance
- 1993 - Mediterranean
- 1994 - Simple Things
- 1996 - The Music Inside
- 1998 - The Moon, the Stars and the Setting Sun
- 1999 - Listen
- 2001 - In a Heartbeat
- 2002 - All There Is
- 2003 - eBop
- 2005 - When I'm With You
- 2007 - Presence
- 2009 - Between 2 Worlds
- 2011 - Plain 'n' Simple
- 2013 - Silhouette
- 2014 - Jazz Funk Soul
- 2015 - Bridges
- 2016 - More Serious Business
- 2016 - Unspoken

### Con i Metro
| # | anno | titolo              | etichetta        | note             |
| - | ---- | ------------------- | ---------------- | ---------------- |
| 1 | 1994 | Metro               | Lipstick Records |                  |
| 2 | 1995 | Tree People         | Lipstick Records |                  |
| 3 | 2000 | Metrocafe           | Hip Bop Records  |                  |
| 4 | 2002 | Grapevine           | Hip Bop Records  |                  |
| 5 | 2004 | Live At The A-Trane | Marsis Jazz      |                  |
| 6 | 2007 | Express             | Marsis Jazz      |                  |
| 7 | 2015 | Big Band Boom       | Jazzline         | con WDR Big Band |